# Estación Chacalluta
Chacalluta es una estación de ferrocarril que se halla dentro de la comuna de Arica, Chile y que pertenece al Ferrocarril Tacna-Arica. El sector donde se ubica corresponde a un antiguo caserío ubicado al norte del río Lluta. Se encuentra a 46 m s. n. m.

## Historia
Si bien la vía en la que se encuentra la estación fue inaugurada en 1856, no existen registros de esta durante el siglo XIX. Si bien Álvaro Titus en 1909 la menciona como parte del trazado, José Olayo López en 1910 no consigna la estación, y Santiago Marín Vicuña en 1916 sí la incluye en su listado de estaciones ferroviarias, así como también aparece en mapas de 1929.
Posteriormente la estación sería abandonada, existiendo solamente algunas ruinas en el lugar.